# Axelina Apelbom

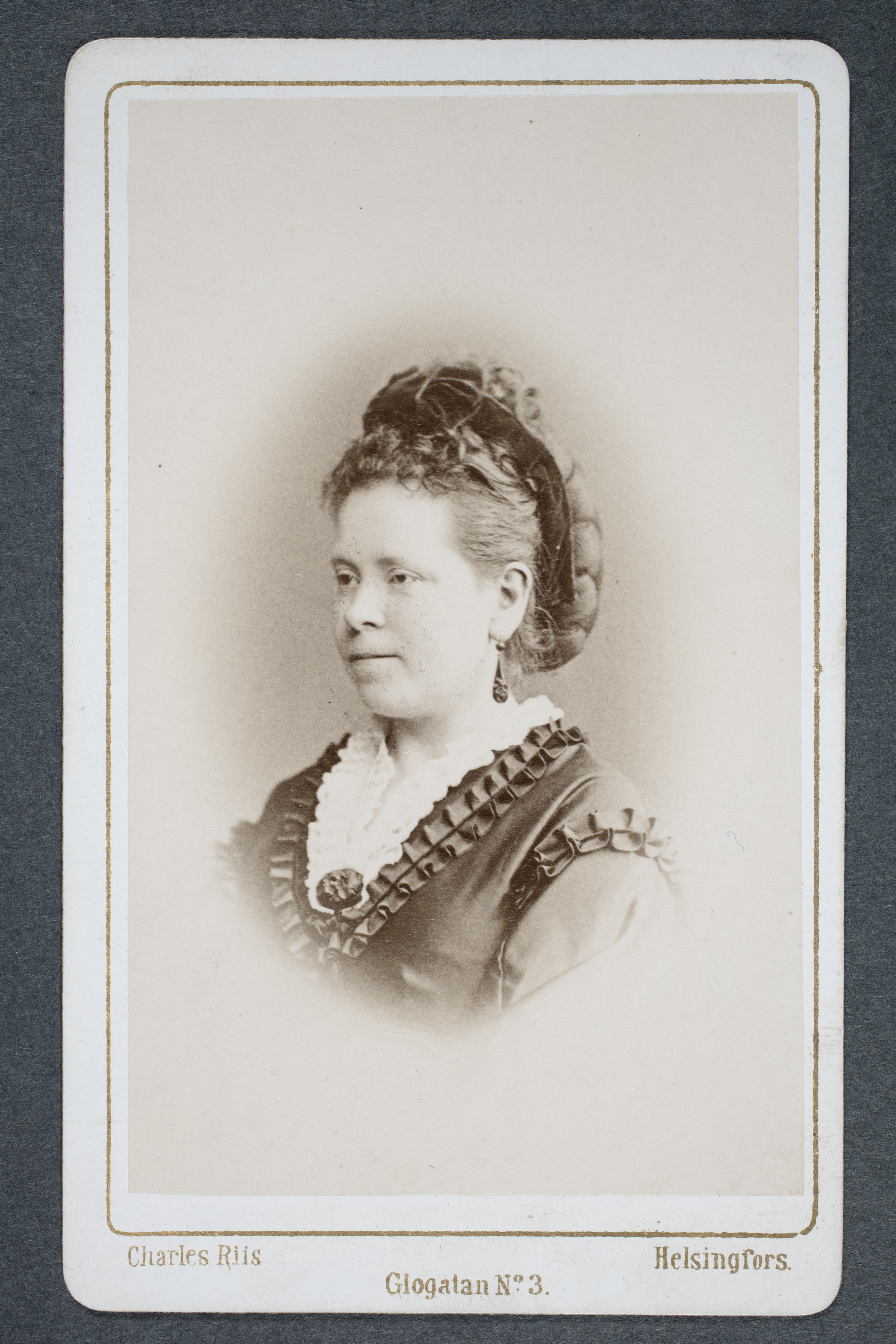
Axelina Apelbom

Clara Axelina Georgina Charlotta Apelbom, född Lindmark, född 12 augusti 1839 i Jakob och Johannes församling i Stockholm, död 2 juni 1890, var en danslärare från Stockholm. 1888 kom hennes bok Dansskolan, handledning i nutida sällskapsdanser jemte 100 kotiljongturer ut.Den innehåller beskrivningar över sällskapsdanser som kadriljer, fransäser, vals, polka och schottis.
Ett stort avsnitt ägnas åt kotiljonger.